# Tep Vanny
Tep Vanny (12 de abril de 1980) es una activista camboyana del derecho a la vivienda y defensora de los derechos humanos, líder del Boeung Kak 13. Este grupo activista ha estado llevando a cabo protestas pacíficas desde 2008 contra los desalojos forzosos realizados por el gobierno camboyano contra casi 20 000 personas en la región del lago Boeung Kak en Nom Pen.

## Trayectoria
Vanny vivió originalmente en la Provincia de Kandal antes mudarse a Nom Pen en 1998, donde trabajó como vendedora de comestibles. Su marido, Ou Kong Chea, trabajó como funcionario para el Ministerio de Defensa. Juntos tienen dos niños, Ou Kong Panha y Ou Sovann Neakreach. Ou Kong Chea perdió su trabajo cuándo la pareja se negó a aceptar la oferta de compra de su terreno en el barrio de Boueng Kak, ya que consideraron que estaba por debajo del valor de mercado.
Bajo el esquema de la Concesión Económica de Tierras (ELC, por sus siglas en inglés) del gobierno de Camboya que sirve como la base legal para otorgar tierras a corporaciones extranjeras, la tierra alrededor del lago Boeung Kak fue arrendada para un proyecto de desarrollo a Shukaku Inc, propiedad de Lao Meng Khin, senador por el gobernante Partido Popular Camboyano, en asociación con el grupo chino Erdos Hongjun Investment Corporation. Esta acción llevó a unas 3.500 familias o 17.500 personas a ser desalojadas por la fuerza de sus hogares.
En respuesta, las mujeres locales comenzaron a organizar protestas pacíficas bajo el liderazgo de Vanny. El grupo recibió el nombre de Boeung Kak 13 y continuó protestando incluso después de que fueron desalojadas. Gracias a sus acciones, pudieron llamar la atención sobre la disputa y, posteriormente, en 2011, el Banco Mundial congeló todos los préstamos a Camboya. El grupo fue arrestado por el gobierno de Camboya y el 24 de mayo de 2012 fueron condenadas por ocupar ilegalmente la tierra y sentenciadas a dos años y medio de prisión.
El arresto y posterior encarcelamiento del Boeung Kak 13 fue llevado a la escena internacional por Amnistía Internacional en un intento de anular sus condenas durante la audiencia de apelación del 26 de junio de 2012.

## Reconocimiento internacional
Vanny ha actuado como portavoz de la comunidad del lago Boeung Kak y ha dado conferencias en tres ocasiones en los Estados Unidos, así como en Francia, Brasil, los Países Bajos, Singapur y Tailandia. En 2013, Vanny recibió el Premio al Liderazgo Global de Vital Voices en una ceremonia presidida por la ex secretaria de Estado de los Estados Unidos, Hillary Clinton.

## Documental
El 11 de junio de 2016, el cineasta Christopher Kelly lanzó el documental A Cambodian Spring. El video fue rodado durante un período de 6 años y se centró en los desalojos de tierras llevados a cabo por el gobierno camboyano en el área del lago Boueng Kak. La película narra las acciones de tres activistas camboyanos por el derecho a la tierra y defensores de los derechos humanos, incluida Vanny.